# スリー・フロム・ヘル
『スリー・フロム・ヘル』（原題：3 from Hell）は、2019年制作のアメリカ合衆国のホラー映画。ロブ・ゾンビ監督のホラー映画『マーダー・ライド・ショー』シリーズの第3弾。

## あらすじ
キャプテン・スポールディング、オーティス、ベイビーの殺戮大好きのファイアフライ一家は警官隊の銃撃から生き残ったものの逮捕され、裁判の結果キャプテン・スポールディングは死刑となり、オーティスとベイビーは刑務所に入れられる。
だが、オーティスとベイビーはオーティスの腹違いの兄弟フォクシーの協力を得て脱獄、3人は血まみれの逃避行を繰り広げながら一路メキシコを目指す。

## キャスト
- ベイビー・ファイアフライ ：シェリ・ムーン・ゾンビ
- オーティス・ドリフトウッド：ビル・モーズリー
- フォクシー・コルトレーン：リチャード・ブレイク
- キャプテン・スポールディング（英語版）：シド・ヘイグ
- ロンド：ダニー・トレホ
- グレタ：ディー・ウォレス
- ジェフリー・ダニエル・フィリップス
- ビル・オバースト・Jr
- オースティン・ストーカー
- エミリオ・リヴェラ
- ダニエル・ローバック
- クリント・ハワード
- リチャード・エドソン
- ウェイド・ウィリアムズ
- ショーン・ウェーレン
- リチャード・リール
- セバスチャン：パンチョ・モラー